# Makbule Atadan
Makbule Atadan (1885 w Salonikach, zm. 18 stycznia 1956 w Ankarze) – siostra Mustafy Kemala Atatürka, pierwszego prezydenta Republiki Turcji.

## Życiorys
Córka Alego Rızy Efendiego i Zübeydy Hanım. Spośród ich pięciorga dzieci troje (Fatma, Ahmet i Ömer) zmarło w dzieciństwie. Przeżyli tylko Makbule i Mustafa Kemal Atatürk.
Była członkinią powstałej w 1930 roku opozycyjnej Republikańskiej Partii Libralnej (Serbest Cumhuriyet Fırkası), którą Atatürk pozwolił założyć Fethi Okyarowi. W 1935 roku wyszła za mąż za Mustafę Mecdi Boysana (rozwiedli się w 1946 roku). Po rozwodzie przestała używać nazwiska męża, zmieniając je na Atadan.
Mieszkała w specjalnie dla niej zbudowanym pawilonie Camlı Köşk w ogrodach pałacu prezydenckiego Çankaya. Zgodnie z ostatnią wolą brata miała prawo mieszkać w nim do śmierci, otrzymała stałą miesięczna pensję w wysokości 1000 lir oraz kilka nieruchomości. Większość swojego majątku Atatürk przekazał narodowi. Makbule, aby się utrzymać sprzedała posiadane nieruchomości oraz prosić o podwyższenie pensji. W 1948 roku otrzymała pensję państwową wynoszącą 1000 lir za zasługi brata. Zmarła na raka 18 stycznia 1956 roku.
W państwym pogrzebie wziął udział prezydent Celâl Bayar, przewodniczący parlamentu Adnan Menderes, szef Republikańskiej Partii Ludowej İsmet İnönü, ministrowie, członkowie parlamentu i mieszkańcy Ankary.
Na podstawie jej wspomnień, opublikowanych w prasie wydano dwie książki: Büyük Kardeşim Atatürk (Mój wielki brat Atatürk) i Ağabeyim Mustafa Kemal (Mój starszy brat Mustafa Kemal).